# Purchart II. von St. Gallen
Purchart (* ?; † 17. Juli 1022) war von 1001 bis 1022 Abt des Benediktinerklosters St. Gallen.

## Leben
Purchart genoss grosse Verehrung unter seinen Mönchen. So werden einige Geschichten über ihn berichtet. Aus seiner Jugend diejenige, dass er mit Ekkehart II. auf das Schloss Hohentwiel zu Hadwig der Herzogin von Schwaben ging. Er soll diese mit seinen selbst verfassten Versen ergötzt haben, worauf sie ihm Unterricht in der griechischen Sprache gab. Allerdings lässt sich vor seiner Abtwahl keine urkundliche Bestätigung seiner Laufbahn finden; auch dem Professbuch ist nichts zu entnehmen. Heinrich II. bestätigte am 17. Juni 1004 die Immunität des Klosters und die freie Abtwahl. Geendet hat seine Amtszeit mit seinem Tod, der ihn auf dem Rückweg des Italienfeldzugs Heinrichs II. ereilte, als eine Seuche das Heer befiel.

## Wirken
Purchart soll die Verlotterung des Klosters St. Gallen nach Kerharts Regierungszeit rückgängig gemacht haben. Er stellte die Klosterzucht wieder her und brachte viele verlorene Klostergüter, besonders ausgegebene Lehen, an das Kloster zurück. Zudem liess er die Konventsgebäude reparieren und erweitern, vermehrte den Kirchenschatz und stattete wahrscheinlich den Kreuzgang mit einer Bilderfolge aus dem Leben des hl. Gallus aus, wozu Ekkehart IV. die Inschriften dichtete. Unter Purchart wurde die deutsche Sprache besonders gepflegt, leitete damals Notker («Der Deutsche») Labeo doch die Klosterschule von St. Gallen. 
Er wehrte sich erfolgreich gegen rechtliche und finanzielle Ansprüche der Kurie von Konstanz und besonders der Erzpriester.